# Rudolf Hirzel
Rudolf Hirzel (* 20. März 1846 in Leipzig; † 30. Dezember 1917 in Jena) war ein deutscher klassischer Philologe, der als Professor in Leipzig (1877–1886) und Jena (1886–1917) wirkte.
Rudolf Hirzel war der zweite Sohn des Leipziger Verlegers Salomon Hirzel und besuchte die Thomasschule in Leipzig. Er studierte Klassische Philologie in Heidelberg, Göttingen (besonders bei Hermann Sauppe) und Berlin, wo er 1868 bei Moriz Haupt promovierte. Nach Militärdienst und Kriegsdienst erfolgte 1871 seine Habilitation an der Universität Leipzig mit einer Studie Über das Rhetorische und seine Bedeutung bei Plato. Hirzel war von 1877 bis 1886 außerordentlicher Professor in Leipzig. 1886 ging er als außerordentlicher Professor nach Jena. 1888 wurde er dort ordentlicher Professor. Im Wintersemester 1895/96 war er Rektor der Universität Jena. 
Hirzel war Mitglied der Sächsischen Akademie der Wissenschaften (1896) und korrespondierendes Mitglied der Bayerischen Akademie der Wissenschaften (1911). 1913 wurde ihm der Ehrendoktor der Universität Leipzig verliehen. Der Klassisch-Philologische Verein zu Jena im Naumburger Kartellverband ernannte ihn zum Ehrenmitglied.
Sein wissenschaftliches Werk ist mehr von philosophischen Fragen als von philologischen Fragen bestimmt. In seiner Dissertation und Habilitationsschrift beschäftigte er sich mit Platons Güterlehre und seiner Stellung zur Rhetorik. In seinem Werk Plutarch werden Leben, Werk und Nachleben des Autors dargestellt. Eines seiner wichtigsten Bücher ist Themis, Dike und Verwandtes. Werner Jaeger schrieb über dieses Werk 1934: „Das für seine Zeit sehr verdienstliche, aber zu wenig historische Buch R. Hirzels Themis, Dike und Verwandtes (Leipzig 1907) ist in mancher Hinsicht veraltet, aber immer noch eine Fundgrube des Materials.“

## Schriften
- Untersuchungen zu Cicero’s philosophischen Schriften. 3 Bde. Hirzel, Leipzig 1877–1883.
- Der Dialog. Ein literarhistorischer Versuch. 2 Teile, Hirzel Leipzig 1895.
- Der Eid. Ein Beitrag zu seiner Geschichte. Hirzel Leipzig 1902.
- Themis, Dike und Verwandtes. Ein Beitrag zur Geschichte der Rechtsidee bei den Griechen . Hirzel, Leipzig 1907. (Digitalisat)
- Plutarch (= Das Erbe der Alten. Schriften über Wesen und Wirkung der Antike. 4). Dieterich, Leipzig 1912. (Digitalisat)
- Die Person. Begriff und Name derselben im Altertum (= Sitzungsberichte der Bayerischen Akademie der Wissenschaften, Philosophisch-Philologische und Historische Klasse. 1914,10). Verlag der Bayerischen Akademie der Wissenschaften, München 1914.
- Der Name. Ein Beitrag zu seiner Geschichte im Altertum und besonders bei den Griechen (= Abhandlungen der Sächsischen Akademie der Wissenschaften zu Leipzig, Philologisch-Historische Klasse / Sächsische Akademie der Wissenschaften Leipzig Philologisch-Historische Klasse. 36,2). Teubner, Leipzig 1918